# Scranton (Kansas)
Scranton es una ciudad ubicada en el condado de Osage en el estado estadounidense de Kansas. En el año 2010 tenía una población de 710 habitantes y una densidad poblacional de 253,57 personas por km².

## Geografía
Scranton se encuentra ubicada en las coordenadas 38°46′46″N 95°44′17″O / 38.77944, -95.73806 (38.779307, -95.737918).

## Demografía
Según la Oficina del Censo en 2000 los ingresos medios por hogar en la localidad eran de $37,794 y los ingresos medios por familia eran $40,521. Los hombres tenían unos ingresos medios de $31,364 frente a los $22,083 para las mujeres. La renta per cápita para la localidad era de $15,210. Alrededor del 11.9% de la población estaban por debajo del umbral de pobreza.